# René Schneider (Politiker)

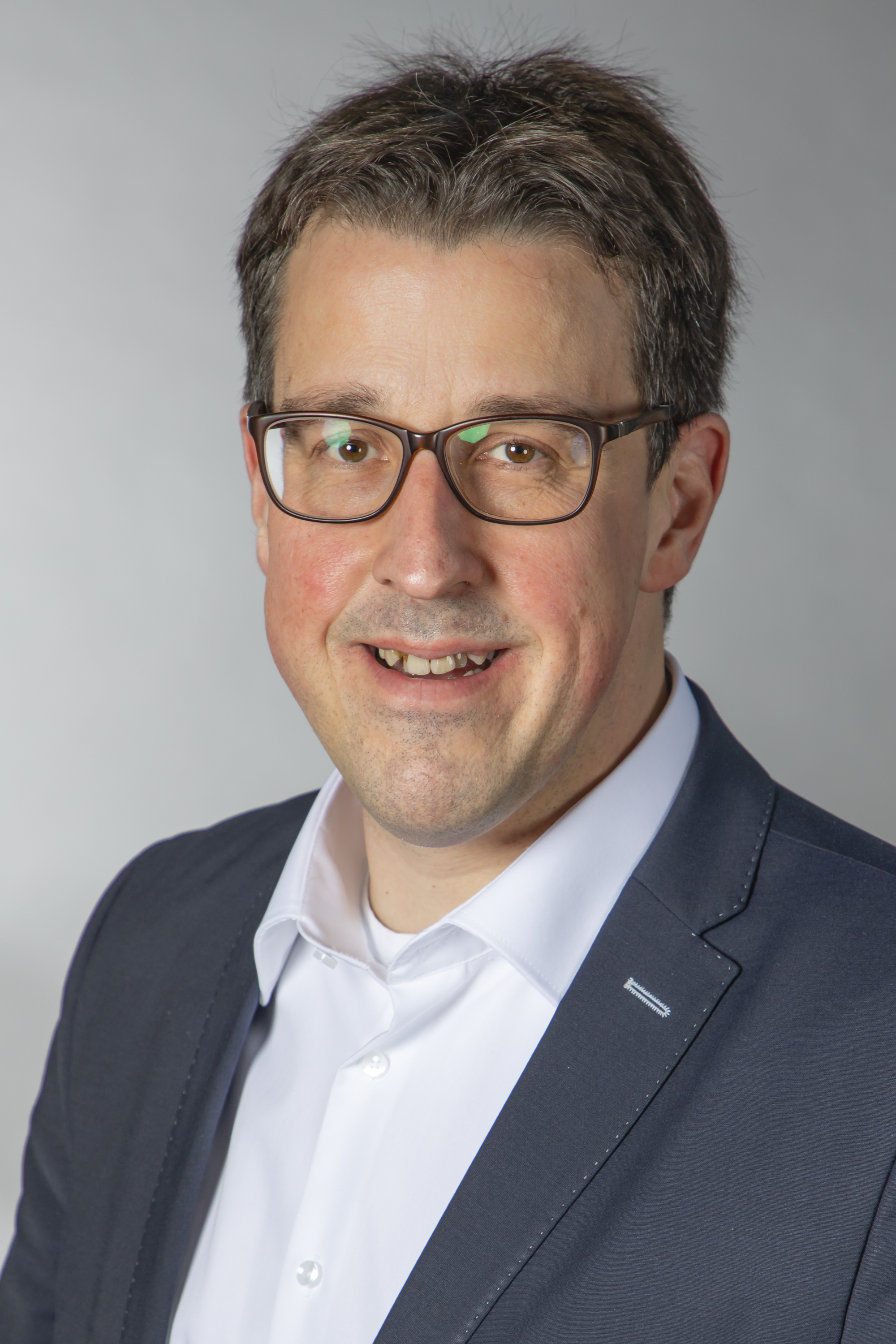
René Schneider (2019)

René Schneider (* 18. Juli 1976 in Duisburg) ist ein deutscher Journalist und Abgeordneter im Landtag von Nordrhein-Westfalen (SPD).

## Biografie
René Schneider machte am Städtischen Gymnasium Kamp-Lintfort 1996 sein Abitur und absolvierte an der Universität Dortmund ein Studium der Journalistik, das er 2005 als Diplom-Journalist und Redakteur abschloss. Er war von 2002 bis 2008 persönlicher Referent der SPD-Landtagsabgeordneten Claudia Scheler. Von dort wechselte er als Redenschreiber zur Stadtverwaltung Gelsenkirchen. Als stellvertretender Leiter der Abteilung Repräsentation und Städtepartnerschaften verantwortete er bis 2011 einen Teil der Außendarstellung der Stadtverwaltung. Im Sommer 2011 wechselte Schneider ins Marketing der Stadtwerke Kamp-Lintfort.

## Politik
René Schneider vertritt seine Partei seit dem Jahr 2000 im Stadtrat von Kamp-Lintfort, von 2010 bis zu seiner Wahl in den Landtag NRW gehörte er auch dem Kreistag des Kreises Wesel an. In Kamp-Lintfort ist er Vorsitzender seiner Partei.
Bei der vorgezogenen Landtagswahl im Mai 2012, bei der Landtagswahl 2017 sowie bei der Landtagswahl 2022 gewann er das Direktmandat im Landtagswahlkreis Wesel II.